# Союз українок Франції
Союз Українок Франції постав у 1945, осідок Париж, деякий час діяли філії у Ліоні, Лансі й Мецу. 
Діяльність: культурно-освітня, виховна; зв'язки зі Світовим рухом матерів. Членкинь близько 100; довголітньою головою була Г. Пастернак, з 1974 року — М. Митрович.